# Idrosemina
L'idrosemina è una particolare tecnica per l'inerbimento di superfici difficili e impervie, dove sarebbe impossibile ottenere buoni risultati con la semina tradizionale.
L'idrosemina consente la semina del terreno attraverso la distribuzione di una miscela complessa dalle particolari proprietà che viene distribuita grazie all'utilizzo di appositi macchinari. Risulta perciò particolarmente utile in situazioni climatiche o naturali che compromettono un processo di inerbimento naturale. 
Nell'idrosemina, il seme, l'acqua, il fertilizzante e la pacciamatura vengono mescolate e applicate direttamente sul terreno attraverso apposite macchine. In questa maniera attraverso un unico lavoro il terreno viene seminato e fertilizzato; inoltre, siccome le fibre della pacciamatura trattengono moltissima acqua, i semi vengono mantenuti umidi. L'inerbimento conseguente è perciò rapido ed efficace.
L'idrosemina viene principalmente utilizzata per:
- scarpate stradali, autostradali e ferroviarie, scarpate fluviali e lacustri
- ripristino cave e copertura discariche
- parchi e giardini, campi da golf e da calcio, aree verdi aeroportuali, aree verdi sopraelevate
- piste da sci
- gasdotti e oleodotti